# Marjan Javornik
Marjan Javornik, slovenski novinar, gledališki kritik in prevajalec, * 28. marec 1924, Velike Lašče, † 23. oktober 2008, Ljubljana.

## Življenjepis
Javornik je leta 1948 diplomiral iz slavistike na ljubljanski filozofski fakulteti. Sprva je bil zaposlen kot      založnik, od 1951 dalje pa je delal kot novinar. Med drugim je bil kulturni urednik  Ljudske pravice, glavni direktor časopisa Ljudska pravica, glavni direktor Ljubljanskega dnevnika (1959-1961), odgovorni urednik Dela (1962-1963). Ko je bil v letih 1973−1980 direktor in glavni urednik radijskih programov na Radiu Slovenija, so se ti programsko razširili, uvajati pa so začeli tudi kontaktne oddaje. Leta 1980 je postal programski direktor Cankarjevega doma.
Javornik je bil aktiven družbenopolitični delavec, med drugim predsednik sklada za pospeševanje kulturnih dejavnosti, član predsedstva izvršnega odbora Socialistične zveze delavnega ljudstva Slovenije (1963-1973), bil je tudi član sveta AGRFT. Ukvarjal pa se je tudi z gledališko kritiko in knjževnim prevajanjem iz srbohrvaščine. Za svoje delo na področju novinarstva je trikrat prejel Tomšičevo nagrado. 

## Prevajalsko delo
- Beton in kresnice (COBISS)
- Hajka (COBISS)
- Daleč je sonce (COBISS)
- Ko bo gora ozelenela (COBISS)
- Zapiski iz osvobodilne vojne (COBISS)